# Prefectura Nagasaki
Prefectura Nagasaki (長崎県 Nagasaki-ken?) este una din prefecturile din Japonia.

## Geografie

Harta prefecturii Nagasaki

### Cities

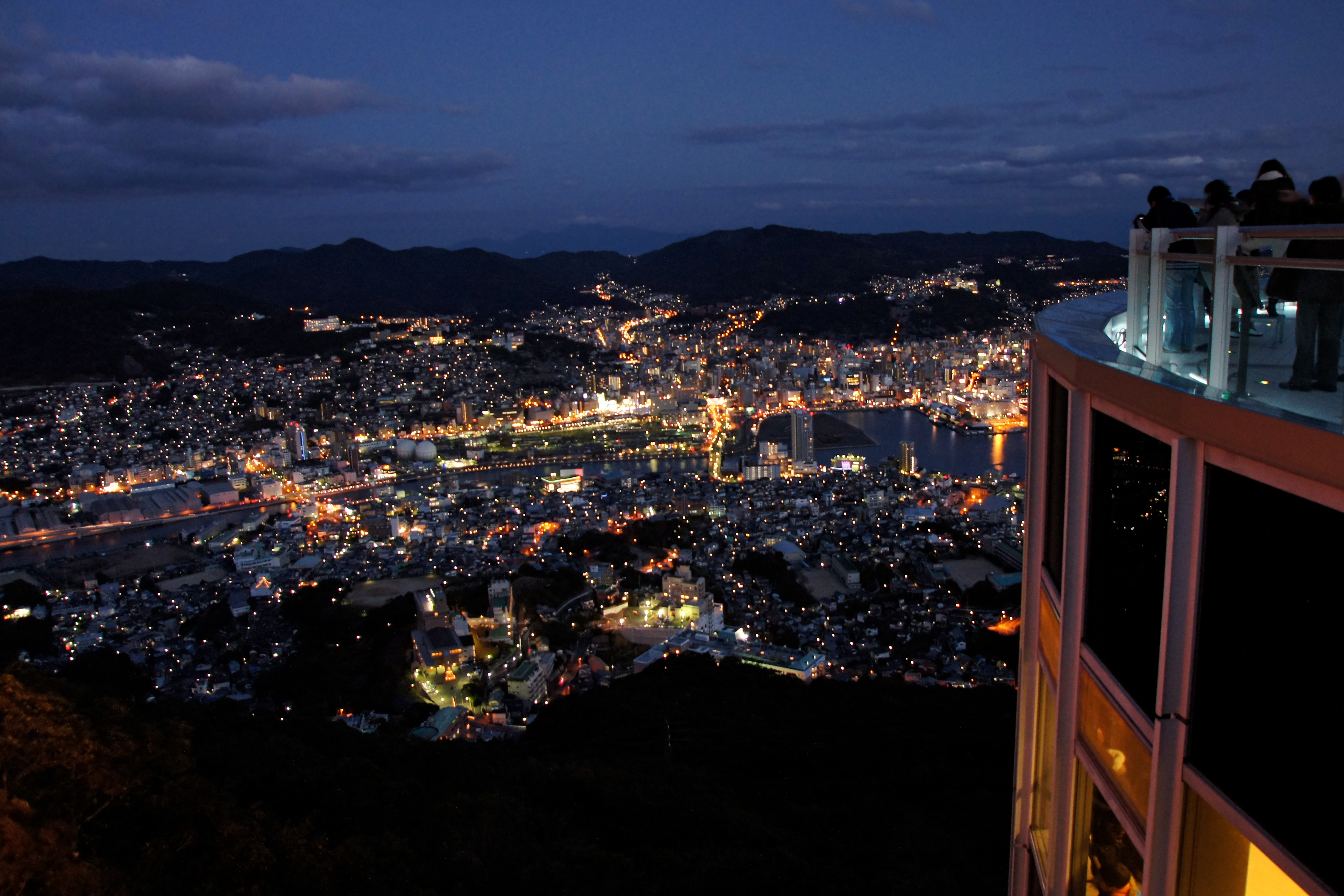
Vederea de noapte a municipiului Nagasaki

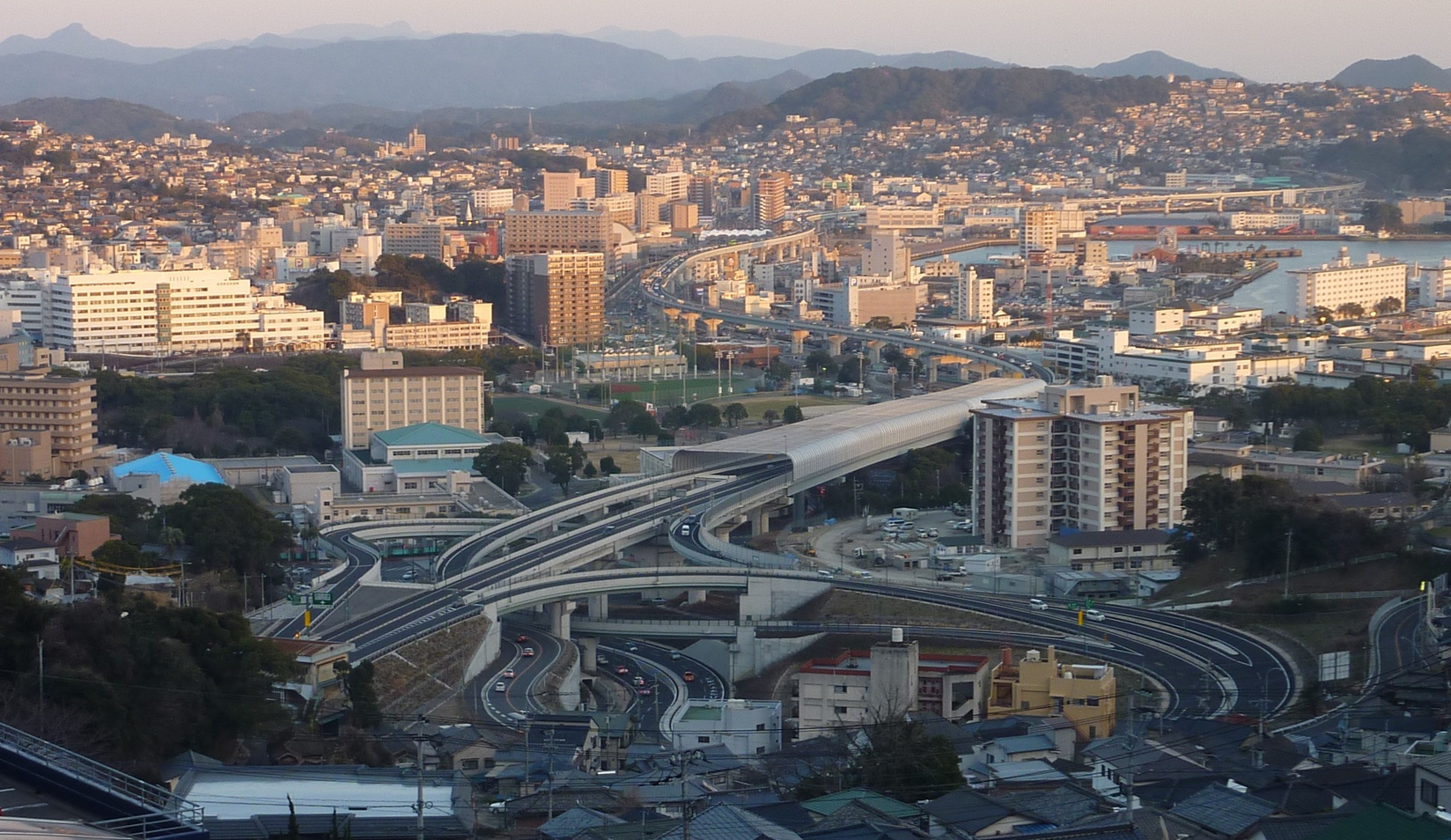
Municipiul Sasebo

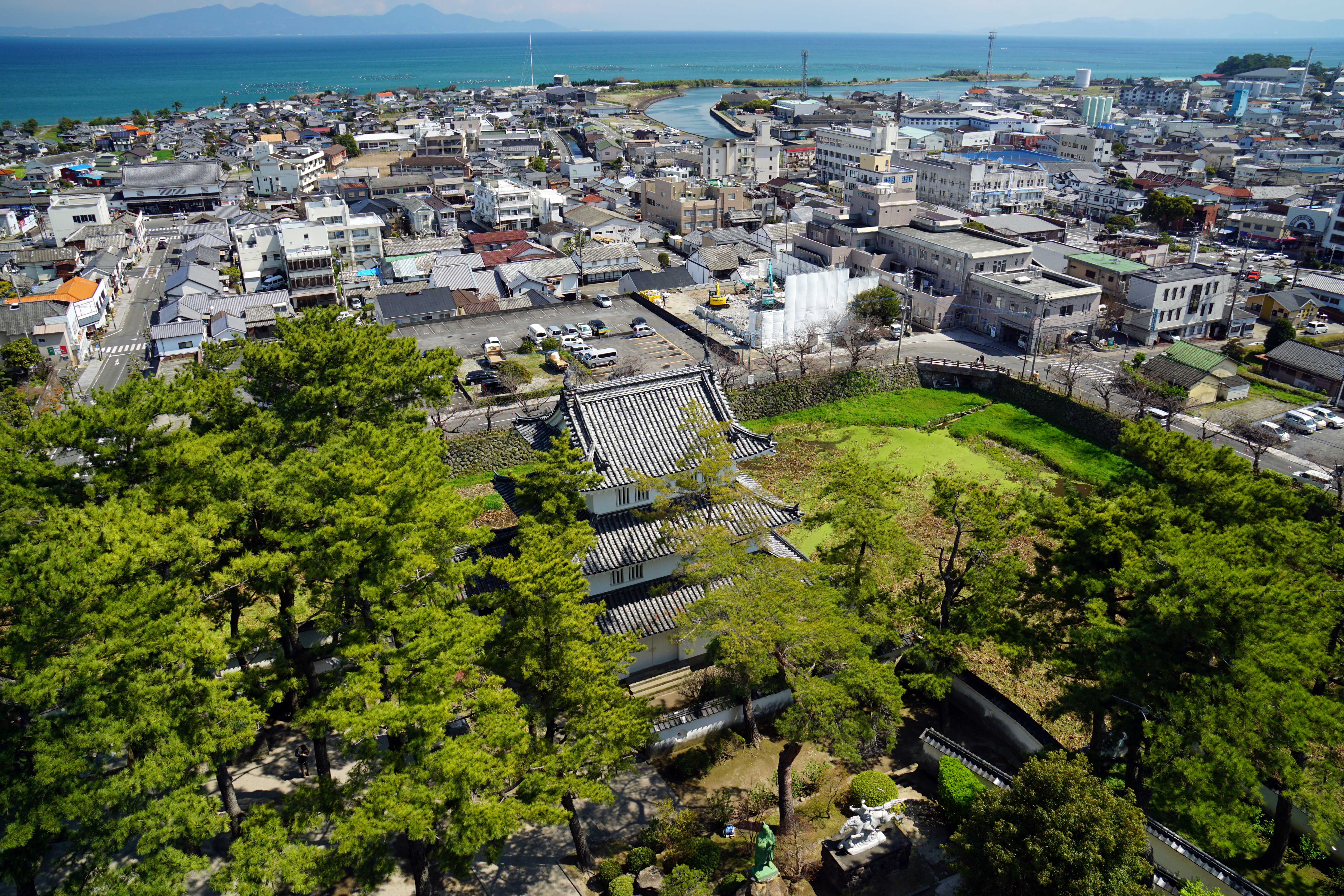
Municipiul Shimabara

Prefectura cuprinde 13 localități cu statut de municipiu (市):
| - Gotō - Hirado - Iki - Isahaya | - Matsuura - Minamishimabara - Nagasaki (centrul prefectural) | - Ōmura - Saikai - Sasebo | - Shimabara - Tsushima - Unzen |

1. ↑   https://archive.is/oM5Jm, arhivat din original la |archive-url= necesită |archive-date= (ajutor) Lipsește sau este vid: |title= (ajutor)